# دانیال سهرابی
سید دانیال سهرابی (زاده ۲۷ خرداد ۱۳۸۲) کشتی‌گیر فرنگی‌کار اهل ایران است.
از افتخارات وی می‌توان به کسب مدال برنز  بازی‌های آسیایی ۲۰۲۲ اشاره کرد.

## فعالیت حرفه‌ای ورزشی

### زیر ۲۳ سال جهان ۲۰۲۲
در وزن ۶۷ کیلوگرم سید دانیال سهرابی در دور اول با نتیجه ۴ بر صفر و ضربه فنی جولیان حورتا از کلمبیا را مغلوب کرد. وی در دور دوم با نتیجه ۹ بر صفر ویلیوس ساویکاس از لیتوانی را از پیش رو برداشت و به مرحله یک چهارم نهایی راه یافت. او در این مرحله با نتیجه ۹ بر ۲ و ضربه فنی امانت سامات اولو از قرقیزستان را شکست داد و به مرحله نیمه نهایی راه یافت. سهرابی در این مرحله مقابل دیگو چخیکوادزه از گرجستان با نتیجه ۶ بر ۳ به پیروزی رسید و به دیدار فینال راه یافت. وی در این دیدار با نتیجه ۱۷ بر ۷ مقابل گاگیگ سنجویان از فرانسه به برتری رسید و به مدال طلا دست یافت. حساب رسمی اتحادیه جهانی کشتی با انتشار ویدیویی از مبارزه فینال دسته ۶۷ کیلوگرم قهرمانی زیر ۲۳ سال جهان، این مبارزه را کاندیدای انتخاب به عنوان مبارزه سال اعلام کرد.

### بازی‌های آسیایی ۲۰۲۲
در وزن ۶۷ کیلوگرم دانیال سهرابی در دور اول با نتیجه ۵ بر ۲ رو یونگ-جین از کره شمالی را مغلوب کرد. وی در دور بعد با نتیجه ۹ بر صفر هانسو ریو از کره را از پیش رو برداشت و راهی مرحله نیمه نهایی شد. وی در این مرحله در حالی که ۷ امتیاز از حریف خود پیش بود با نتیجه ۹ بر ۴ و ضربه فنی مغلوب میرژان شرماخانبت از قزاقستان شد و به دیدار رده بندی رفت. سهرابی در این دیدار با نتیجه ۳ بر ۲ لی لی از چین را مغلوب کرد و صاحب مدال برنز شد.

### قهرمانی کشتی جهان ۲۰۲۳
دانیال سهرابی در یک‌شانزدهم وزن ۷۲ کیلوگرم مسابقات کشتی فرنگی قهرمانی جهان مقابل آرتور پولیتایف از اوکراین با نتیجه ۸ بر ۲ به پیروزی رسید و راهی یک‌هشتم شد. دانیال سهرابی در مرحله یک هشتم نهایی در یک کشتی برابر با نتیجه ۷ بر ۷ و به دلیل امتیاز درشت کمتر، مغلوب علی ارسلان قهرمان جهان از صربستان شد و با توجه به شکست ارسلان در دور بعد، دانیال سهرابی از دور رقابت‌ها کنار رفت.

### قهرمانی آسیا ۲۰۲۵
در وزن ۷۲ کیلوگرم دانیال سهرابی در دور اول با نتیجه ۱۱ بر صفر عمر الدراقمه از اردن را مغلوب کرد. وی در دور بعد با نتیجه ۸ بر صفر کولدیپ مالیک از هند را شکست داد و به مرحله نیمه نهایی راه یافت. سهرابی در این دیدار با نتیجه ۹ بر صفر لنگ جی از چین را از پیش رو برداشت و به دیدار فینال راه یافت. وی در دیدار پایانی با نتیجه ۸ بر صفر عبدالله علیف از ازبکستان را مغلوب کرد و به مدال طلا دست یافت.